# 安娜玛丽亚·塔米尔然
安娜玛丽亚·塔米尔然（羅馬尼亞語：Anamaria Tămârjan，1991年5月8日—）是一名罗马尼亚女子竞技体操运动员，出生于康斯坦察。她曾参加2008年夏季奥林匹克运动会，在体操女子团体项目上摘得一枚铜牌。她在欧洲冠军赛上还或获得过自由体操团体金牌。她最拿书的项目是自由体操和平衡木。

## 早期生活和生涯
塔米尔然的双胞胎姊妹亚德里亚娜也是国际级的体操运动员和罗马尼亚国家队成员，不过现在她已经退伍。塔米尔然从4岁开始在普洛耶什蒂训练体操。12岁时她受邀去奧內什蒂假如青少年国家队。数年后她受邀在国家训练中心接受训练。2006年她参加少年国际体操锦标赛并获得自由体操银牌，总分她列第7名。在同年罗马尼亚国家体操锦标赛上她获得总分第6名。由于臂肘受伤她没有参加欧洲锦标赛。

## 成年人生涯
塔米尔然本应参加罗马尼亚体操队参加2007年世界競技體操錦標賽，但是被安德烈娅·格里戈雷取代。原因是因为她赛前在高低杠上训练时跌落导致腿骨折。由于受伤她也未能参加2008年罗马尼亚国家锦标赛。但是在法国克莱蒙费朗举办的2008年欧洲锦标赛上她与罗马尼亚队获得团队金牌和个人自由体操铜牌。
她与桑德拉·伊兹巴沙、斯泰利娅娜·尼斯托尔、安德烈娅·格里戈雷、安德烈娅·阿卡特里内伊和加布里埃拉·德勒戈伊一起被入选为罗马尼亚国家队参加2008年夏季奥林匹克运动会。她参加跳马、高低杠、平衡杆和自由体操四项比赛，帮助罗马尼亚队进入决赛。在决赛中她的四项成绩再次提高，使得罗马尼亚队获得铜牌。在预赛中她列全能第16名，但是由于每个国家只能派两名选手参加决赛因此她没有参加决赛。
由于健康问题她在2009年欧洲锦标赛上状况不佳。虽然如此在预赛中她获得全能第2名、平衡杆第2名和自由体操第5名。由于自由体操比赛时她跌倒因此未能获得全能奖牌。在全能她达到第5名，赢得平衡杆银牌，自由体操达到第4名。同年她参加2009年世界競技體操錦標賽，但是只有在全能进入决赛。在决赛中她仅获得全能第9名。回到罗马尼亚后她的两个膝盖都做手术，因此她2010年重返的可能性很小。由于健康问题她于2010年退伍。她进入布加勒斯特大学运动教育和体育系学习。